# Hieronymus Georg Zeuthen

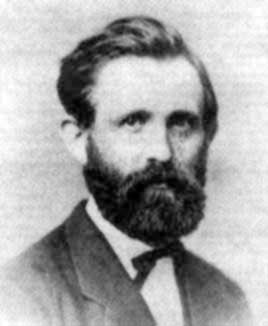
Hieronymus Georg Zeuthen

Hieronymus Georg Zeuthen (Grimstrup, 15 februari 1839 - Kopenhagen, 6 januari 1920) was een  Deens wiskundige. 
Hij is bekend voor zijn werk op het gebied van de enumeratieve meetkunde van kegelsneden, algebraïsche oppervlakken en de  geschiedenis van de wiskunde.

## Werk
- (de)  H.G. Zeuthen, Die Lehre von den Kegelschnitten im Altertum (Kopenhagen 1886; herdruk Hildesheim 1966).